# Itapuca
Itapuca is een gemeente in de Braziliaanse deelstaat Rio Grande do Sul. De gemeente telt 2.465 inwoners (schatting 2009).

## Aangrenzende gemeenten
De gemeente grenst aan Arvorezinha, Nova Alvorada, Serafina Corrêa, Soledade en União da Serra.